# Metropolis (манґа)
Metropolis (яп. メトロポリス, Metoroporisu) — манґа Осаму Тедзуки, опублікована у 1949 році. Це другий твір з ранньої науково-фантастичної трилогії Осаму Тедзуки, що складається з Lost World (1948), Metropolis (1949) та Nextworld (1951). Хоча це окремі, самодостатні історії, їх часто збирають разом у перевиданнях. Історія була адаптована у повнометражне аніме, що вийшло на екрани у 2001 році. Манґа має паралелі з однойменним фільмом 1927 року, однак Тедзука стверджує, що під час створення манґи він бачив лише один кадр з фільму в журналі.

## Сюжет
У надсучасному місті недалекого майбутнього, де технологія людиноподібних роботів дуже розвинена, хлопчик-детектив Кенічі виявляється втягнутим у конфлікт, коли могутній політик Дюк Ред, засмучений смертю своєї дитини, наймає вченого для створення заміни — вишукано красивої дитини-робота, що може змінювати стать, на ім'я Мічі.

## Післямова
Осаму Тедзука зазначив, що після виходу його проривної манґи Shin Takarajima («Новий острів скарбів») у 1947 році Кансай заполонила манґа-акахон («червона книга», через червоне чорнило на обкладинках), виготовлена в Осаці. Різні видавничі компанії хотіли відірватися від сміттєвих коміксів і почати випускати «справжні» книги, тому Тедзука запропонував створити епічний, повноцінний науково-фантастичний графічний роман.
Маючи лише півроку на створення 160-сторінкової історії, Тедзука зібрав основний сюжет з елементів неопублікованої роботи, а натхненням для центрального персонажа став рекламний ролик жінки-робота з «Метрополісу» (хоча він ніколи не бачив фільму і навіть не знав, про що він). Коли манга була випущена, реакція публіки була набагато більшою, ніж він уявляв, і багато студентів надихнулися нею на те, щоб стати художниками манги.
Дія заснована на довоєнних Мангеттені та Чикаго, Емма та її сестра — частково з «Знедолених», здібності Мічі — з «Супермена» (можливо, хоча Тедзука ніколи не пов'язував назву свого твору з містом Супермена), спаленням Мічі з «Невидимого променя» та сценою смерті Мічі з «Жахливих мешканців сільського підпілля» (ще одна манга Тедзуки з 1948 року).
Персонажі Дюк Ред і Нотарлін дебютували в Metropolis, і обидва вони фігурували в наступних роботах. Персонаж Мічі став прототипом для обох головних персонажів Astro Boy і Princess Knight, жоден з яких, можливо, не з'явився би без Мічі (Мічі навіть знялася в епізодичній ролі Хоші Тенма, матері Астробоя).

## Персонажі
Завдяки Зоряній системі Осаму Тедзуки деякі його персонажі з інших манґ з'явилися в Metropolis в інших ролях і з іншими іменами. Інші з'явилися тут вперше, але пізніше були використані Тедзукою в інших роботах.
- Мічі як «Мічі»: штучний гуманоїд, створений доктором Лоутоном для використання Червоною партією як могутня зброя, але Мічі нічого про це не знає.
- Кенічі Шікісіма як «Кенічі»: добросердечний, але наївний хлопець, який стає хорошим другом Мічі, але після того, як Мічі обернеться проти людства, Кенічі має перевірити, чи вистачить йому сил, щоб боротися зі своїм найкращим другом.
- Шунсаку Бан у ролі «детектива Мустакіо»: детектив у пошуках доктора Чарльза Лоутона. Як на щастя, він присутній, коли Червона партія вбиває доктора Лоутона. Разом з Кенічі він використовує свої детективні здібності, щоб спробувати знайти батьків Мічі.
- Макеру Бутамо в ролі «доктора Чарльза Лоутона»: вчений, якого найняв Дюк Ред, щоб створити ідеального гуманоїда, який би виглядав і поводився так само, як людина. Однак доктор Лоутон не хоче, щоб його творіння використовували як зброю, і не хоче, щоб його найбільше творіння потрапило до рук когось іншого. Тому він бере Мічі і тікає, намагаючись втекти від Червоної партії.
- Дюк Ред як «Дюк Ред»: божевільний політик із прагненнями до світового панування.
- Доктор Ханамару як «доктор Йоркшир Белл»: спокійний, мудрий учений із бородою, схожою на мудреця, який разом із Нотааріном вивчає радіоактивні сонячні плями та дивні події навколо міста.
- Нотаарін як «Нотаарін»: генеральний суперінтендант поліції Метрополіса, який вистежує Герцога Реда та Червону партію.

## Аніме-фільм
Metropolis — аніме-фільм 2001 року, заснований на манзі Metropolis 1949 року. Однак аніме черпає аспекти своєї сюжетної лінії безпосередньо з фільму 1927 року. Над аніме працювала зіркова команда, зокрема відомий режисер аніме Рінтаро, творець «Акіри» Кацухіро Отомо як автор сценарію, анімація була створена студією Madhouse за концептуальної підтримки Tezuka Productions.